# Teka obrovská
Teka obrovská neboli teak (čti: týk) či týk je tropický strom z čeledi hluchavkovité, pocházející z jižní a jihovýchodní Asie. Dosahuje výšky 30–40 metrů a v zimě listy opadávají. Je to významný strom pěstovaný a těžený v tropických zemích pro kvalitní dřevo. Oblíbenosti se teakové dřevo dočkalo v letech 1950 a 1960, protože se využívalo pro prvky dánského stylu. Teakový nábytek se dočkal velkého rozmachu, protože se stal vyhledávaným pro svou jedinečnost a elegantní vzhled.

## Pěstování a využití
Teakové dřevo se používá na výrobu venkovního zahradního nábytku, palub lodí a dalších produktů, které jsou vystavené vlivům počasí.
Z teakového dřeva se též vyrábějí podlahy a dýhy na nábytek.
Kromě toho slouží teakové dřevo k výrobě různých bicích a strunných hudebních nástrojů nebo jejich součástí, například sitárů nebo v Indonésii vyráběných bubnů typu afrického djembe.
Významným zpracovatelem teakového dřeva je Indie, která z něj vyrábí dveře, rámy oken, nábytek a sloupy pro domy stavěné ve starém stylu. Mnoho typických anglických knihoven je postavených právě z teakového dřeva.
Listy a kůra jsou bohaté na červené pigmenty a jsou proto bohatě využívány k barvení textilií. Kůra, dřevo a květy obsahují léčivé látky zmírňující střevní potíže, horečku a napomáhající při léčbě některých kožních onemocnění.
Významným škůdcem na plantážích v jihovýchodní Asii je můra Hyblaea puera, jejíž housenky se živí teakovými listy.

## Výhody teakového dřeva
- Není napadáno plísní, termity ani jinými škůdci;
- je velmi tvrdé, pevné, pružné a trvanlivé;
- odolá vlivům počasí – slunečnímu světlu, větru, dešti, sněhu a dokonce i mrazu.

## Péče o teakové dřevo
Bez ošetření se barva dřeva mění ze žlutohnědé na stříbrošedou. Pro zachování původní barvy je potřebné napustit dřevo teakovým olejem. Teakové dřevo je možné chránit několika způsoby: povrchovým nátěrem, postřikem, ponořením, máčením a mořením.

## Galerie

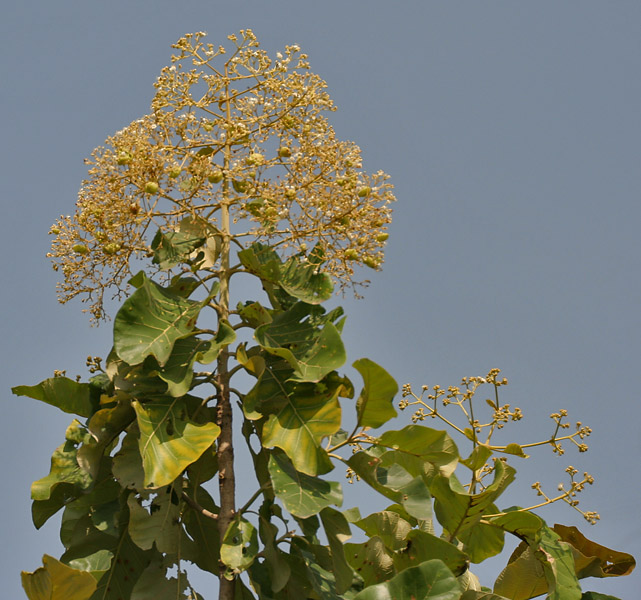
Květenství teky obrovské
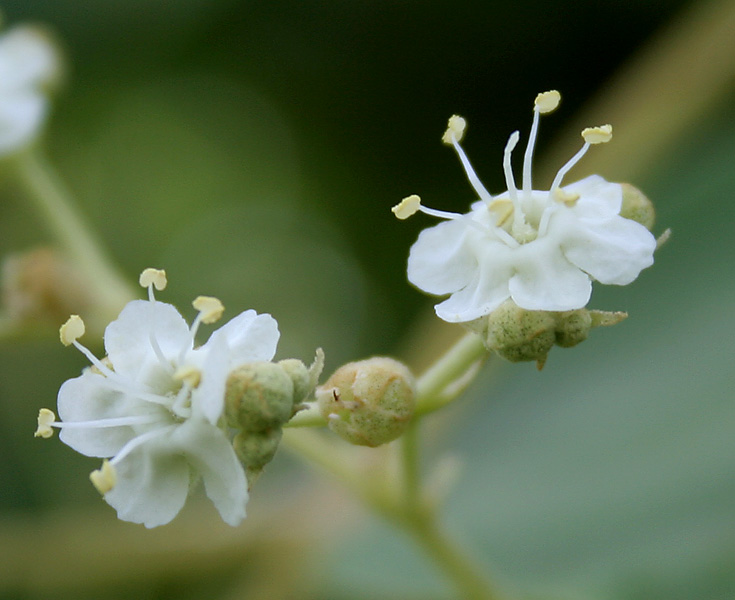
Detail květů
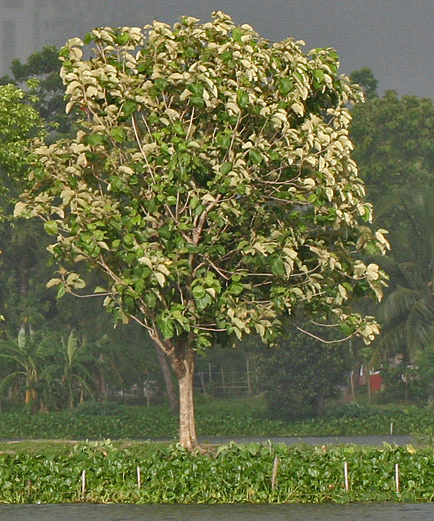
Teakový strom v Kalkatě, Západní Bengálsko, Indie
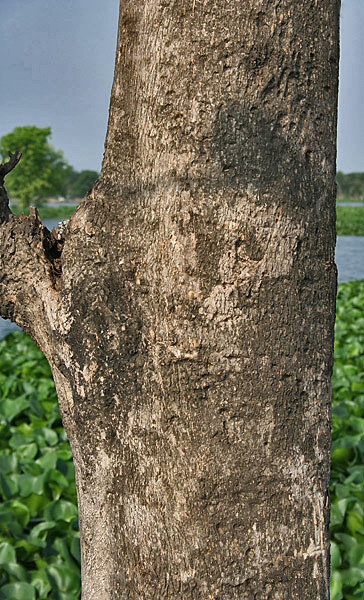
Kmen teky obrovské